# María Felicie Gransval
María Felicie Gransval, vizcondesa de Reíste, nacida el 20 de enero de 1830 en Le Mans y muerta el 15 de enero de 1907. Fue alumna de Flotow y de Saint-Saens, habiéndose dedicado pronto a la composición de obras religiosas y profanas, especialmente destacadas “La misa concertante”, el “Stabat Mater Dolorosa”, “la hija de Jairo”, “Santa Agnes”; las óperas “Le Sont de Lise” de 1860, “Les fiancés de Rosa” de 1863, “la condesa Eva” de 1864,  “la Penitencia” de 1868, “Piccolino” de 1869, “Atala“ de 1888  y “Mazeppa” de 1892.